# اختفاء مادلين ماكين
فُقدت الطفلة البريطانية مادلين ماكان في مساء يوم الخميس 3 مايو 2007 من سريرها عندما كانت في عطلة مع والديها جيري وكيت ماكان وإخوتها التوأم شون وإيميلي البالغين من العمر عامين ومجموعة من أصدقاء العائلة وأطفالهم في لاغوس في البرتغال، لا يزال مكان وجود مادلين مجهولاً، على الرغم من أن المدعين الألمان يعتقدون أنها ماتت.
قبل أيام من عيد ميلادها الرابع اختفت الطفلة البريطانية من منتجع برايا دا لوز وأفاد الوالدين أن الطفلة تُرِكَت بدون رقابة في غرفة النوم بالطابق الأرضي في الساعة 20:30 بينما كان والداها يتناولون الطعام في مطعم على بعد 55 مترًا (180 قدمًا). قام الوالدان بتفحص الأطفال طوال المساء، حتى اكتشفت كيت أن مادلين مفقودة في الساعة 22:00.
تولى التحقيق الأولي GNR والذين الذي أعتقد أن مادلين قد اختطفت. وبعد ثلاثة شهور قام فريق ضم 10 من ضباط الشرطة البرتغالية والبريطانية بينهم خبيران بالإعلان أن الطفلة مادلين ربما قُتلت في غرفة نومها  وذلك بعد العثور على آثار دماء في الغرفة بواسطة الكلاب والأشعة فوق البنفسجية وبدأ شكوك بوقوف والدتها وراء الجريمة.
خلال الأسابيع التالية، خاصة بعد إساءة تفسير تحليل الحمض النووي البريطاني، توصلت الشرطة البرتغالية إلى الاعتقاد بأن مادلين ماتت في حادث في الشقة وأن والديها قاما بالتستر عليه. مُنِحَت عائلة ماكان وضع أرجويدو (المشتبه به) في سبتمبر 2007، والذي رُفِع عندما قام المدعي العام البرتغالي بحفظ القضية في يوليو 2008؛ لعدم كفاية الأدلة.
أثناء التحقيق كان هناك العديد من الادعاءات بمشاهدة مادلين في البرتغال، بالإضافة إلى أن شخصين مختلفين ادعوا في سبتمبر 2007 مشاهدة الطفلة في مراكش في المغرب بعد بضعة أيام على اختفائها في مايو، حيث تم تشكيل فرقة تحرّ خاصة تتكون من ضباط استخبارات ورجال أمن سابقين حيث أن والدي مادلين كانا زارا المغرب شهر يونيو، وليتوج ذلك بنشر صورة التقطت لطفلة تشبه مادلين قرب طنجة وبعد إجراء تحليل للصورة اكتشف أنها تعود لطفلة مغربية تدعى بشرى بن عيسى.
على الرغم من انقضاء عدة سنوات على اختفائها فإن السلطات البرتغالية أكدت أنها لم تعثر على أي معلومة جديدة تمكنها من معاودة فتح تحقيق في القضية، وفي عام 2011 أطلق والدا الطفلة كتابا في الذكرى الرابعة لتواريها، وقد أعلن بعض الأثرياء ورجال الأعمال عن جائزة قيمتها 10 ملايين دولار لمن يكشف عن مصيرها.
واصل والدا مادلين التحقيق باستخدام محققين خاصين حتى فتحت سكوتلاند يارد تحقيقها الخاص، عملية جرانج، في عام 2011. وأعلن كبير ضباط التحقيق أنه كان يتعامل مع الاختفاء على أنه «عمل إجرامي قام به شخص غريب»، على الأرجح أن عملية اختطاف أو سطو مخطط لها قد تمت بشكل خاطئ. في عام 2013، أصدرت سكوتلاند يارد البريطانية صورًا إلكترونية لرجال أرادوا تعقبهم، بما في ذلك رجل شوهد وهو يحمل طفلاً باتجاه الشاطئ في ليلة اختفاء مادلين، وبدأت تحقيقات خاصة حول اختفائها وذلك بعد العثور على أدلة جديدة في القضية. وحددت الشرطة 38 مشتبها فيه من 5 دول، 12 منهم في إنجلترا. وبعد وقت قصير من ذلك، أعادت الشرطة البرتغالية فتح تحقيقاتها. قُلِّصت عملية "غرانج" في عام 2015، لكن المحققين المتبقين استمروا في متابعة عدد صغير من التحقيقات التي وصفت في أبريل 2017 بأنها مهمة.
في يونيو 2020، أعلنت السلطات الألمانية أن كريستيان بروكنر هو المشتبه به الرئيسي في اختطاف وقتل ماكان، لكن لم يتم إضفاء الطابع الرسمي على التهم بعد.
اجتذب اختفاء مادلين تغطية صحفية مستمرة في كل من المملكة المتحدة وعلى المستوى الدولي، وهو ما يذكرنا بوفاة ديانا، أميرة ويلز، في عام 1997. تعرض والداها لتدقيق مكثف وادعاءات لا أساس لها من الصحة بالتورط في وفاتها، وخاصة في الصحافة التابلويد وعلى تويتر. في عام 2008، تلقوا هم ورفاقهم في السفر تعويضات واعتذارات من صحف إكسبريس، وفي عام 2011 شهد آل ماكان أمام تحقيق ليفيسون في سوء سلوك الصحافة البريطانية، مما قدم الدعم لأولئك الذين يطالبون بتشديد تنظيم الصحافة.

## الأشخاص

### مادلين ماكان
ولدت مادلين ماكان في ليستر وعاشت مع عائلتها في روثلي، ليسيسترشاير. بناءً على طلب والديها، تم تحويلها إلى جناح المحكمة في إنجلترا بعد وقت قصير من اختفائها، مما أعطى المحكمة صلاحيات قانونية للتصرف نيابة عنها. ووصفت الشرطة مادلين بأنها ذات شعر أشقر وعينان زرقاوان وخضراء وبقعة بنية صغيرة على ساقها اليسرى وشريط داكن مميز على قزحية عينها اليمنى. في عام 2009، أصدرت عائلة ماكان صورًا للتقدم العمري تظهر كيف من الممكن أنها كانت تبدو عندما كانت في السادسة من عمرها، وفي عام 2012، كلفت سكوتلاند يارد صورة لها وهي في التاسعة من عمرها.

### كيت وجيري ماكان
والدا مادلين طبيبان وممارسان للكاثوليكية الرومانية. التحقت كيت ماري ماكان، ني هيلي (من مواليد 1968، هويتون، بالقرب من ليفربول) بمدرسة أول سينتس في أنفيلد، ثم مدرسة نوتردام الثانوية في إيفرتون فالي، وتخرجت عام 1992 بدرجة في الطب من جامعة دندي. انتقلت لفترة وجيزة إلى طب التوليد وأمراض النساء، ثم التخدير، وأخيرًا طبيبة عامة.
جيرالد باتريك ماكان (من مواليد 1968 في غلاسكو) التحق بمدرسة هوليرود آر. سي. الثانوية قبل أن يتخرج من جامعة جلاسكو بدرجة البكالوريوس في علم وظائف الأعضاء/علوم الرياضة عام 1989. وفي عام 1992، حصل على تأهيل في الطب وفي عام 2002 حصل على درجة الدكتوراه في الطب من جلاسكو أيضًا. منذ عام 2005، كان استشاري أمراض القلب في مستشفى جلينفيلد، ليستر. التقى الزوجان ماكان في عام 1993 في غلاسكو وتزوجا في عام 1998. ولدت مادلين في عام 2003 وأنجبا التوأم، صبي وفتاة، في عام 2005.

### تاباس السبعة
كانت عائلة ماكان في إجازة مع سبعة من الأصدقاء وثمانية أطفال، بما في ذلك أطفال عائلة ماكان الثلاثة. كان البالغون التسعة يتناولون العشاء معًا في معظم الأمسيات في الساعة 20:30 في مطعم تاباس بالمنتجع، ونتيجة لذلك أطلقت وسائل الإعلام على الأصدقاء لقب "تاباس السبعة". أصبح تقرير إحدى أعضاء المجموعة، جين تانر، بأنها رأت رجلاً يحمل طفلاً بعيدًا عن المنتجع قبل 45 دقيقة من الإبلاغ عن اختفاء مادلين، أحد أكثر جوانب القضية مناقشة. (انظر "رؤية تانر").

## 5A روا دكتور أغوستينو دا سيلفا، برايا دا لوز
وصلت عائلة ماكان في 28 أبريل 2007 لقضاء عطلة الربيع لمدة سبع ليال في برايا دا لوز، وهي قرية في منطقة الغارف البرتغالية ويبلغ عدد سكانها 1000 نسمة، والمعروفة باسم "بريطانيا الصغيرة" بسبب تركز أصحاب المنازل والمصطافين البريطانيين. لقد حجزوا من خلال شركة العطلات البريطانية Mark Warner Ltd، وباتوا في 5A روا دكتور أغوستينو دا سيلفا، وهي شقة يملكها مدرس متقاعد من ليفربول، وهي واحدة من العديد من العقارات المملوكة للقطاع الخاص التي استأجرتها الشركة.
كانت 5A عبارة عن شقة من غرفتي نوم في الطابق الأرضي في المبنى الخامس من مجموعة من الشقق المعروفة باسم Waterside Village، والتي تقع على محيط جزء من منتجع Mark Warner's Ocean Club. كان ماثيو وراشيل أولدفيلد في الطابق 5B المجاور، وجين تانر ورسل أوبراين في 5D، وباينز وديان ويبستر في الطابق الأول. يقع شارع 5A على زاوية شارع دكتور أغوستينو دا سيلفا وشارع دكتور فرانسيسكو جينتيل مارتينز، وكان متاحًا للعامَّة من الجانبين. تطل أبواب الفناء الزجاجية المنزلقة في غرفة المعيشة في الخلف على مسبح Ocean Club وملاعب التنس ومطعم التاباس والبار. يمكن الوصول إلى أبواب الفناء عبر شارع عام، Rua Dr Francisco Gentil Martins، حيث تؤدي بوابة صغيرة ومجموعة من الدرجات إلى شرفة وغرفة المعيشة في 5A. كان الباب الأمامي لـ 5A على الجانب الآخر من المبنى من Ocean Club، في شارع الدكتور أغوستينو دا سيلفا.
كان أطفال عائلة ماكان ينامون في غرفة نوم بجوار الباب الأمامي، والتي أبقتها عائلة ماكان مغلقة. تحتوي غرفة النوم على نافذة واحدة بارتفاع الخصر مع ستائر ومصراع خارجي معدني، يتم التحكم في الأخير بواسطة سلك داخل النافذة؛ أبقت عائلة ماكان الستائر والمصاريع مغلقة طوال العطلة. وكانت النافذة تطل على ممر ضيق وموقف سيارات خاص بالسكان، يفصله عن الشارع جدار منخفض. كانت مادلين تنام في سرير فردي بجوار باب غرفة النوم، على الجانب الآخر من الغرفة من النافذة؛ كان التوأم في أسرة سفر (بالإنجليزية: travel cots)‏ في منتصف الغرفة. كان هناك سرير مفرد آخر تحت النافذة.

## الخميس 3 مايو 2007

### النهار: أنشطة عائلة ماكان
كان يوم الخميس 3 مايو هو اليوم قبل الأخير في عطلة العائلة. سألت مادلين أثناء تناول الإفطار: «لماذا لم تأتي عندما بكيت أنا و[أخي] الليلة الماضية؟» وبعد الاختفاء، تساءل والداها عما إذا كان هذا يعني أن شخصًا ما دخل غرفة نوم الأطفال. لاحظت والدتها أيضًا وجود بقعة بنية كبيرة على قمة بيجامة مادلين.
وقضى الأطفال فترة الصباح في نادي الأطفال بالمنتجع، ثم تناولت العائلة الغداء في شقتهم قبل التوجه إلى حمام السباحة. التقطت كيت آخر صورة معروفة لمادلين في الساعة 2:29 بعد ظهر ذلك اليوم، وهي تجلس بجانب حمام السباحة بجوار والدها وشقيقتها البالغة من العمر عامين. عاد الأطفال إلى نادي الأطفال، ثم في الساعة 18:00 أعادتهم والدتهم إلى 5A، بينما ذهب والدهم للحصول على درس في التنس. وضع آل ماكان الأطفال في الفراش حوالي الساعة 19:00. تُركت مادلين نائمة في بيجامة الشخصية الكرتونية إييور (بالإنجليزية: Eeyore)‏ بأكمام قصيرة باللونين الوردي والأبيض من ماركة ماركس آند سبنسر، بجوار بطانية مريحة ولعبة ناعمة، Cuddle Cat.

### 20:30: مطعم تاباس
في الساعة 20:30 غادر الوالدان 5A لتناول العشاء مع أصدقائهم في مطعم التاباس في الهواء الطلق التابع لـ Ocean Club، والذي يقع على الجانب الآخر من حمام السباحة. تقع الشقة رقم 5A على بعد حوالي 55 مترًا (180 قدمًا) من المطعم بينما يطير الغراب، ولكن الوصول إلى المطعم يتطلب المشي على طول شارع عام للوصول إلى أبواب منتجع Ocean Club، ثم المشي عبر المنتجع إلى الجانب الآخر من حمام السباحة بمسافة حوالي 82 مترًا (295 قدمًا). كان الجزء العلوي من الشقة مرئيًا من مطعم التاباس، ولكن ليس من الأبواب. كان من الممكن إغلاق أبواب الفناء من الداخل فقط، لذلك تركتها عائلة ماكان مغلقة ولكن غير مقفلة، مع سحب الستائر، حتى يتمكنوا من السماح لأنفسهم بالدخول بهذه الطريقة عند الاطمئنان على الأطفال. كانت هناك بوابة لسلامة الأطفال في أعلى درجات الفناء وبوابة منخفضة في الأسفل تؤدي إلى الشارع.
ترك موظفو المنتجع ملاحظة في دفتر رسائل في منطقة الاستقبال في حمام السباحة، يطلبون فيها حجز نفس الطاولة، التي تطل على الشقق، في الساعة 20:30 لعائلة ماكان والأصدقاء كل مساء خلال الأمسيات الأربع الأخيرة من العطلة. وجاء في الرسالة أن أطفال المجموعة كانوا نائمين في الشقق. تعتقد كيت أن الخاطف ربما رأى المذكرة. غادرت عائلة ماكان وأصدقاؤهم المطعم كل نصف ساعة تقريبًا للاطمئنان على أطفالهم. أجرى جيري الفحص الأول على 5A في حوالي الساعة 21:05. كان الأطفال نائمين وكان كل شيء على ما يرام، باستثناء أنه تذكر أنه ترك باب غرفة نوم الأطفال مفتوحًا قليلاً، وأصبح الآن مفتوحًا على مصراعيه تقريبًا. لقد أغلقه تقريبًا مرة أخرى قبل أن يعود إلى المطعم.

### 21:15: رؤية تانر
أصبحت رؤية جين تانر، إحدى أفراد تاباس السبعة، لرجل يحمل طفلاً في تلك الليلة، جزءًا مهمًا من التحقيق المبكر. غادرت تانر المطعم بعد الساعة 21:00 مباشرة للاطمئنان على ابنتها، مرورًا بجيري في شارع الدكتور فرانسيسكو جينتيل مارتينز في طريق عودته إلى المطعم من فحصه في الساعة 21:05. لقد توقف للدردشة مع أحد السائحين البريطانيين، لكن لم يتذكر أي منهما أنه رأى تانر. وقد حير هذا الأمر الشرطة البرتغالية، نظرًا لمدى ضيق الشارع، ودفعهم لاتهام تانر باختلاق الرؤية.
أخبرت تانر الشرطة أنها لاحظت في حوالي الساعة 21:15 رجلاً يحمل طفلاً صغيراً يسير عبر تقاطع شارع الدكتور فرانسيسكو جينتيل مارتينز وشارع الدكتور أغوستينو دا سيلفا أمامها مباشرة. لم يكن بعيدًا عن غرفة نوم مادلين، متجهًا شرقًا، بعيدًا عن واجهة الشقة 5A. في الأيام الأولى من التحقيق، كان يُعتقد أن الاتجاه الذي كان يسير فيه مهم لأنه كان يتحرك نحو منزل روبرت مورات، الرجل البريطاني البرتغالي البالغ من العمر 33 عامًا والذي كان يعيش بالقرب من 5A، والذي أصبح المشتبه به الأول في القضية.
وكان الطفل بين ذراعي الرجل يرتدي بيجامة وردية فاتحة اللون مع نقش زهور وأساور على ساقيه، تشبه بيجامة مادلين. وصفت تانر الرجل بأنه أبيض، ذو شعر داكن، طوله 5 أقدام و 7 بوصات (1.70 م)، ذو مظهر من جنوب أوروبا أو البحر الأبيض المتوسط، عمره 35-40 عامًا، يرتدي بنطالًا ذهبيًا أو بيج وسترة داكنة، وقال إنه لا يبدو كسائح. وفقًا لكيت، نقلت تانر المعلومات إلى الشرطة البرتغالية بمجرد الإبلاغ عن اختفاء مادلين، لكنهم لم ينقلوا الوصف إلى وسائل الإعلام حتى 25 مايو. استعانت مؤسسة مادلين بفنان في الطب الشرعي لإنشاء صورة للرجل، والتي أُصدِرَت في أكتوبر 2007.
أصبحت الرؤية مهمة لأنها قدمت للمحققين إطارًا زمنيًا للاختطاف، لكن سكوتلاند يارد اعتبرت الأمر بمثابة الرنجة حمراء. في أكتوبر 2013، قالوا إنه تم التعرف على هوية السائح البريطاني على أنه الرجل الذي رآه تانر؛ كان عائداً إلى شقته بعد أن اصطحب ابنته من الحضانة الليلية في Ocean Club. التقطت سكوتلاند يارد صوراً للرجل وهو يرتدي نفس الملابس أو ملابس مشابهة لتلك التي كان يرتديها في الليل، ويقف في وضع مشابه لما ذكره تانر. كما أن البيجامة التي كانت ابنته ترتديها تطابق تقرير تانر. قال كبير المباحث في عملية جرانج، كبير المفتشين آندي ريدوود، إنهم "على يقين تقريبًا" من أن رؤية تانر لا علاقة لها بالاختطاف.

### 22:00: رؤية سميث
إن رفض رؤية تانر باعتبارها أمرًا حاسمًا بالنسبة للجدول الزمني سمح للمحققين بالتركيز على رؤية أخرى لرجل يحمل طفلًا ليلة اختفاء مادلين، وقد أبلغ مارتن وماري سميث الشرطة البرتغالية بهذا الشخص في 26 مايو 2007، اللذين كانا في برايا دا لوز في إجازة من أيرلندا. خلصت سكوتلاند يارد في عام 2013 إلى أن رؤية سميث تشير إلى الوقت التقريبي لاختطاف مادلين.
رأى سميث الرجل في حوالي الساعة 22:00 في شارع Rua da Escola Primária، على بعد 500 يارد (460 m) من شقة عائلة ماكان، بعيدًا عن Ocean Club وباتجاه Rua 25 de Abril والشاطئ. كان يحمل فتاة عمرها 3-4 سنوات. كانت ذات شعر أشقر وبشرة شاحبة، وكانت ترتدي بيجامة فاتحة اللون، وكانت حافي القدمين. كان الرجل في منتصف الثلاثينيات من عمره، وطوله 5 أقدام و7 بوصات و5 أقدام و9 بوصات (1.75-1.80 م)، وبنية نحيفة إلى عادية، وشعر بني قصير، ويرتدي بنطالًا كريميًا أو بيج. لم يكن يبدو كسائح، وفقًا لما ذكره سميث، وبدا غير مرتاح أثناء حمل الطفل. تم إنشاء التحقيقات الإلكترونية المبنية على شهادة سميث لأول مرة في عام 2008 من قبل شركة أوكلي إنترناشيونال، وهم محققون خاصون عينتهم عائلة ماكان، ونُشِرَت في عام 2013 من قبل سكوتلاند يارد في برنامج بي بي سي Crimewatch.

### 22:00: الإبلاغ عن فقدانها
كانت كيت تنوي الاطمئنان على الأطفال في الساعة 21:30، لكن ماثيو أولدفيلد، أحد أفراد تاباس السبعة، عرض القيام بذلك عندما قام بالاطمئنان على أطفاله في الشقة المجاورة لـ 5A. لقد لاحظ أن باب غرفة نوم أطفال عائلة ماكان كان مفتوحًا على مصراعيه، ولكن بعد عدم سماع أي ضجيج، غادر 5A دون النظر بعيدًا بما يكفي في غرفة النوم لمعرفة ما إذا كانت مادلين هناك. لم يستطع أن يتذكر ما إذا كانت نافذة غرفة النوم ومصراعها الخارجي مفتوحين في هذه المرحلة. في وقت مبكر من التحقيق، اتهمت الشرطة البرتغالية أولدفيلد بالتورط لأنه تطوع لإجراء الفحص، مما يوحي لهم بأنه سلم مادلين لشخص ما من خلال نافذة غرفة النوم.
قامت كيت بإجراء فحصها الخاص بـ 5A في حوالي الساعة 22:00. ذكرت سكوتلاند يارد في عام 2013 أن مادلين ربما التُقِطَت قبل لحظات من ذلك. تستذكر كيت دخولها إلى الشقة من خلال أبواب الفناء غير المغلقة في الخلف، ولاحظت أن باب غرفة نوم الأطفال كان مفتوحًا على مصراعيه. عندما حاولت إغلاق الباب، أغلق كما لو كان هناك تيار هوائي، وذلك عندما رأت نافذة غرفة النوم ومصراعها مفتوحين. كان قط مادلين المحتضن والبطانية لا يزالان على السرير، لكن مادلين كانت قد اختفت. بعد تفتيش الشقة لفترة وجيزة، ركضت كيت عائدة نحو المطعم وهي تصرخ: «لقد ذهبت مادلين! لقد أخذها شخص ما!».
في حوالي الساعة 22:10، أرسل جيري ماثيو أولدفيلد ليطلب من مكتب الاستقبال في المنتجع الاتصال بالشرطة، وفي الساعة 22:30 قام المنتجع بتفعيل بروتوكول البحث عن الأطفال المفقودين. قام ستون موظفًا وضيفًا بالتفتيش حتى الساعة 04:30 صباحًا، على افتراض في البداية أن مادلين قد تجولت. وقال أحدهم لإذاعة القناة الرابعة إنه من أحد أطراف برايا دا لوز إلى الطرف الآخر، كان من الممكن سماع الباحثين وهم ينادون باسم مادلين.

## الاستجابة المبكرة

### الشرطة البرتغالية
وصل ضابطان من قوات الدرك، الحرس الوطني الجمهوري (GNR)، إلى المنتجع الساعة 23:10 من لاغوس، على بعد 5 أميال (8 كم). وفي منتصف الليل، وبعد البحث لفترة وجيزة، قاموا بإبلاغ الشرطة الجنائية، Polícia Judiciária (PJ)، في بورتيماو القريبة. روت كيت أن الشرطة القضائية وصلت بعد الساعة 01:00 بقليل. وفقًا للشرطة القضائية (PJ)، فقد وصلوا في غضون 10 دقائق من تنبيههم. في الساعة 02:00 أُحضِر كلبين دورية إلى المنتجع، وفي الساعة 08:00 أُحضِر أربعة كلاب بحث وإنقاذ. أُلغِيَت إجازات ضباط الشرطة وبدأوا في تفتيش الممرات المائية والآبار والكهوف والمجاري والآثار حول برايا دا لوز. المفتش غونسالو أمارال، رئيس الشرطة القضائية PJ في بورتيماو، أصبح منسق التحقيق.
ومن المسلم به على نطاق واسع أنه ارتُكِبَت أخطاء خلال ما يسمى «الساعات الذهبية» بعد وقت قصير من الاختفاء. ولم تُعطَى أي من شرطة حرس الحدود أو الشرطة البحرية أوصافًا لمادلين لعدة ساعات، ولم يقوم الضباط بتفتيش منزل إلى منزل. وفقًا لكيت، وُضِعَت حواجز الطرق لأول مرة في الساعة 10:00 من صباح اليوم التالي. ولم تطلب الشرطة صور مراقبة الطريق السريع للمركبات التي غادرت برايا دا لوز ليلة الاختفاء، أو للطريق بين لاغوس وفيلا ريال دي سان أنطونيو على الحدود الإسبانية. وقالت شركة Euroscut التي تراقب الطريق، إنه لم يتم الاتصال بهم للحصول على معلومات. استغرق الأمر من الإنتربول خمسة أيام لإصدار تنبيه عالمي بشأن الأشخاص المفقودين. لم تتم مقابلة جميع من في المنتجع في ذلك الوقت؛ واتصل المصطافون في وقت لاحق بالشرطة البريطانية ليقولوا إنه لم يتحدث معهم أحد.

ولم يتم تأمين مسرح الجريمة. أخذت الشرطة البرتغالية عينات من غرفة نوم مادلين، وأرسلتها إلى ثلاثة مختبرات للطب الشرعي. أفيد في 1 يونيو/حزيران 2007 أنه عُثِر على الحمض النووي لشخص "غريب"، لكن حوالي 20 شخصًا دخلوا الشقة 5A قبل إغلاقها، وفقًا لما ذكره كبير المفتشين أوليجاريو دي سوزا من الشرطة القضائية. وفقًا لكيت، قام أحد الضباط بوضع شريط لاصق على مدخل غرفة نوم الأطفال، لكنه غادر الساعة 03:00 دون تأمين الشقة. وأظهر ملف قضية الشرطة القضائية، الذي صدر في عام 2008، أن المبنى 5A بقي فارغاً لمدة شهر بعد الاختفاء، ثم تم السماح له بالخروج للسياح قبل إغلاقه في أغسطس/آب 2007 لإجراء المزيد من اختبارات الطب الشرعي. ونشأ موقف مماثل خارج الشقة عندما تجمع حشد من الناس عند الباب الأمامي لـ 5A، بما في ذلك بجوار نافذة غرفة نوم الأطفال - التي ربما دخل من خلالها الخاطف أو غادر - وداسوا على الأدلة. أزال أحد الضباط الغبار عن المصراع الخارجي لنافذة غرفة النوم بحثًا عن بصمات الأصابع دون ارتداء قفازات أو ملابس واقية أخرى.

### الشرطة البريطانية
في المملكة المتحدة، تم الاتفاق على أن تقوم قوة مادلين المحلية، شرطة ليسترشاير - بقيادة رئيس الشرطة مات باجوت - بتنسيق الرد البريطاني، على الرغم من أن الأمر ظل تحقيقًا برتغاليًا. وشُكِّلَت مجموعة تنسيق استراتيجية، أو المجموعة "الذهبية"، تمثل شرطة ليسترشاير، ووكالة الجريمة المنظمة الخطيرة (SOCA)، ومركز استغلال الأطفال والحماية عبر الإنترنت (CEOP)، والوكالة الوطنية لتحسين الشرطة (NPIA). أعطت الشرطة القضائية لفريق بريطاني غرفة للعمل فيها، ولكن يبدو أنه استاء من وجودهم. لقد اعتادت الشرطة البريطانية على إدخال بياناتها في نظام هولمز 2 (نظام التحقيق الرئيسي الكبير التابع لوزارة الداخلية)؛ وفي البرتغال، تم جمع المعلومات في صناديق. بالإضافة إلى ذلك، كان البرلمان الياباني يتمتع باستقلالية أقل من الشرطة في المملكة المتحدة، وكان يضطر في كثير من الأحيان إلى انتظار قرارات القضاة، مما أدى إلى إبطاء الأمور. في مقابلة مع كتاب أنتوني سمرز وروبن سوان البحث عن مادلين (2014)، قال جيم جامبل، رئيس مركز استغلال الأطفال والحماية عبر الإنترنت في ذلك الوقت، إن الشرطة البرتغالية شعرت بالتنازل عنها، وأن البريطانيين كانوا يتصرفون "كقوة استعمارية".

### الإعلام والعلاقات العامة

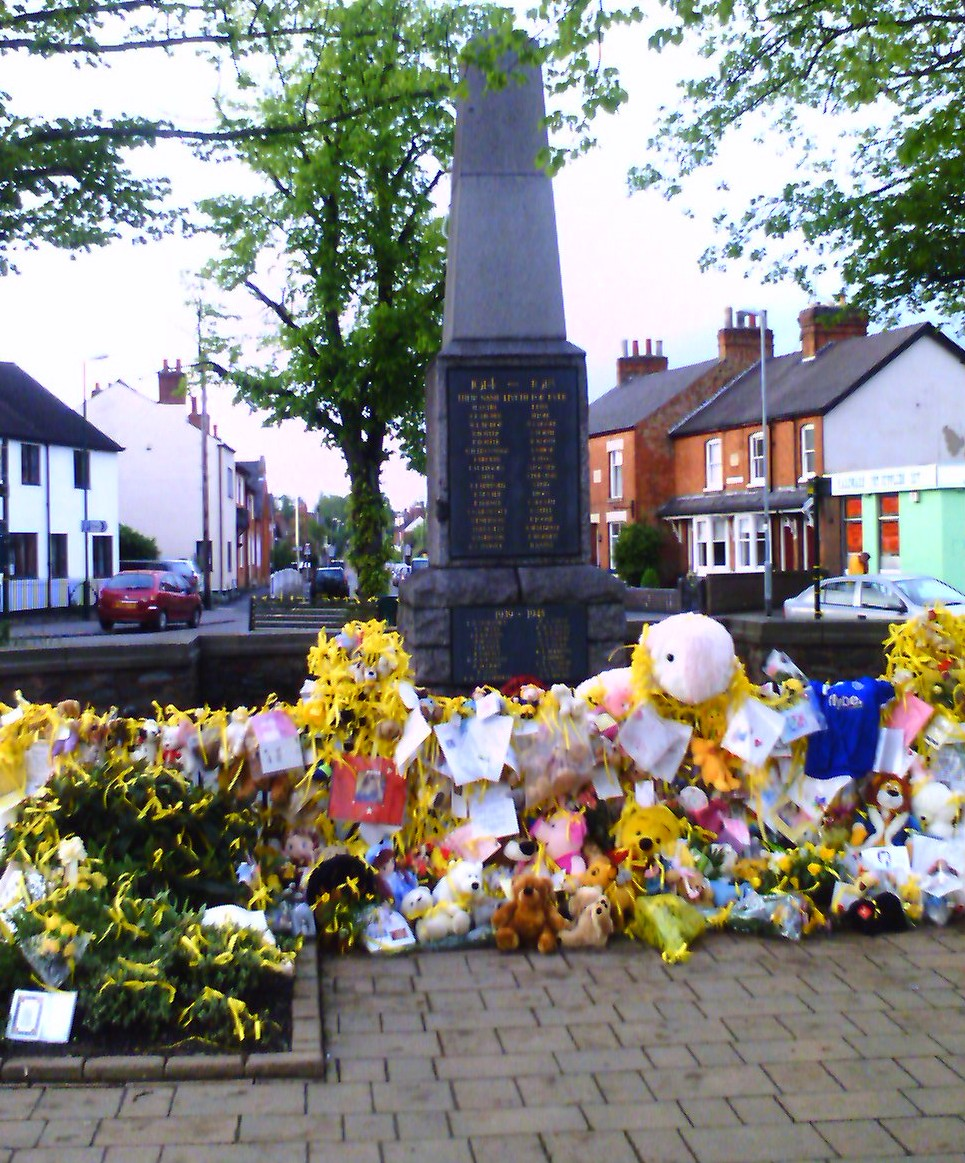
ترفيد في روثلي، مسقط رأس عائلة ماكان، في 17 مايو 2007

اعترف ضابط في الشرطة القضائية في عام 2010 أن الشرطة البرتغالية كانت تشك في عائلة ماكان منذ البداية بسبب "السيرك الإعلامي". قال جيري لمجلة فانيتي فير في عام 2008 إنه قرر "تسويق" مادلين لإبقائها في أعين الجمهور. ولتحقيق هذه الغاية، وصل عدد من مستشاري العلاقات العامة إلى برايا دا لوز، وقد أثاروا استياءً شديدًا من قبل الشرطة المحلية، التي رأت أن اهتمام وسائل الإعلام يأتي بنتائج عكسية. تعامل أليكس وولفال، من شركة العلاقات العامة البريطانية بيل بوتينجر، الذي يمثل شركة مارك وارنر المحدودة، مع وسائل الإعلام خلال الأيام العشرة الأولى، ثم أرسلت الحكومة البريطانية مسؤولين صحفيين. وكان هذا على ما يبدو غير مسبوق.
كان أول مسؤول صحفي حكومي هو شيري دود، صحفية سابقة في ديلي ميرور، وتلاها كلارنس ميتشل، مدير مراقبة وسائل الإعلام في المكتب المركزي للمعلومات. عندما سحبت الحكومة ميتشل، قامت عائلة ماكان بتعيين جوستين ماكغينيس، التي ورد أنه تم البحث عنها لهذا المنصب. عندما غادرت، تولت شركة هانوفر للاتصالات المسؤولية لفترة وجيزة، برئاسة تشارلز لوينجتون، السكرتير الخاص السابق لجون ميجور. في سبتمبر 2007، تقدم بريان كينيدي من إيفرست ويندوز كمتبرع وعرض تغطية راتب ميتشل حتى يتمكن من العودة. استقال ميتشل من منصبه الحكومي وبدأ العمل لدى عائلة ماكان بدوام كامل. دُفِع له لاحقًا من صندوق مادلين.
أنشأت عائلة ماكان صندوق مادلين: Leaving No Stone Unturned Ltd في 15 مايو 2007 لجمع الأموال والتوعية. اجتذب موقعها الإلكتروني 58 مليون زيارة في اليومين الأولين. طوال شهري مايو ويونيو، قام فريق العلاقات العامة للزوجين بترتيب أحداث للحفاظ على اهتمام وسائل الإعلام بالقضية، بما في ذلك زيارة إلى مدينة فاطمة البرتغالية بالإضافة إلى رحلات إلى هولندا وألمانيا وإسبانيا والمغرب. في 30 مايو 2007، سافر الزوجان برفقة الصحفيين إلى روما - على متن طائرة السير فيليب جرين ليرجيت - للقاء البابا بنديكتوس السادس عشر، وهي زيارة رتبها الكاردينال كورماك مورفي أوكونور، رئيس أساقفة وستمنستر. وفي الشهر التالي، تم إطلاق بالونات في 300 مدينة حول العالم.
بحلول أوائل يونيو/حزيران، كان الصحفيون يعبرون عن مخاوفهم: "الاحترافية المطلقة... الصحفيون المضطربون"، وفقًا لماثيو باريس. سيؤدي وضع مادلين على الصفحة الأولى لأي صحيفة بريطانية إلى بيع ما يصل إلى 30 ألف نسخة إضافية. ظهرت على غلاف مجلة بيبول في 28 مايو 2007، وعلى الصفحة الأولى للعديد من الصحف البريطانية كل يوم لمدة ستة أشهر تقريبًا، وكأحد خيارات قائمة سكاي نيوز: "أخبار المملكة المتحدة"، "مادلين"، "أخبار العالم" . بين مايو 2007 ويوليو 2008، نشرت صحيفة التابلويد البرتغالية كوريو دا مانها 384 مقالة عن مادلين. بحلول يونيو 2008، أدى البحث عن اسمها على موقع يوتيوب إلى ظهور أكثر من 3680 مقطع فيديو وسبعة ملايين مشاركة.

## التحقيق البرتغالي الأول (2007-2008)

### الأرجويدو الأول
بعد اثني عشر يومًا من اختفاء مادلين، أصبح روبرت مورات، مستشار العقارات البريطاني البرتغالي البالغ من العمر 34 عامًا، أول أرجويدو (المشتبه به) في القضية. ولد مراد في هامرسميث، غرب لندن، وعاش في منزل والدته، كاسا ليليانا، على بعد 150 ياردة (137 مترًا) من الشقة 5A في الاتجاه الذي سار فيه الرجل الذي شاهد تانر. سُمِّي مشتبهًا به بعد أن أخبر صحفي في صحيفة صنداي ميرور الشرطة البرتغالية أنه كان يسأل عن القضية. قامت الشرطة القضائية بالتعاقد مع مراد لفترة وجيزة مترجمًا رسميًا. قال إنه أراد المساعدة لأنه كان لديه ابنة في إنجلترا في عمر مادلين تقريبًا.